# Breg, Mežica
Breg je naselje v Občini Mežica.